# Поликанов, Дмитрий Валериевич
Полика́нов, Дми́трий Вале́риевич (род. 28 декабря 1975, Москва) — российский общественный и политический деятель, политолог-африканист. Кандидат политических наук, доцент. Действительный государственный советник Российской Федерации 2-го класса. Заместитель руководителя Федерального агентства по делам Содружества Независимых Государств, соотечественников, проживающих за рубежом, и по международному гуманитарному сотрудничеству (Россотрудничество). Член Объединённого Экспертного совета Фонда президентских грантов (с 2017 года). Член Наблюдательного совета Фонда «Озеро Байкал», Фонда поддержки социальных проектов. Член Попечительского совета фонда поддержки слепоглухих «Со-единение».

## Биография

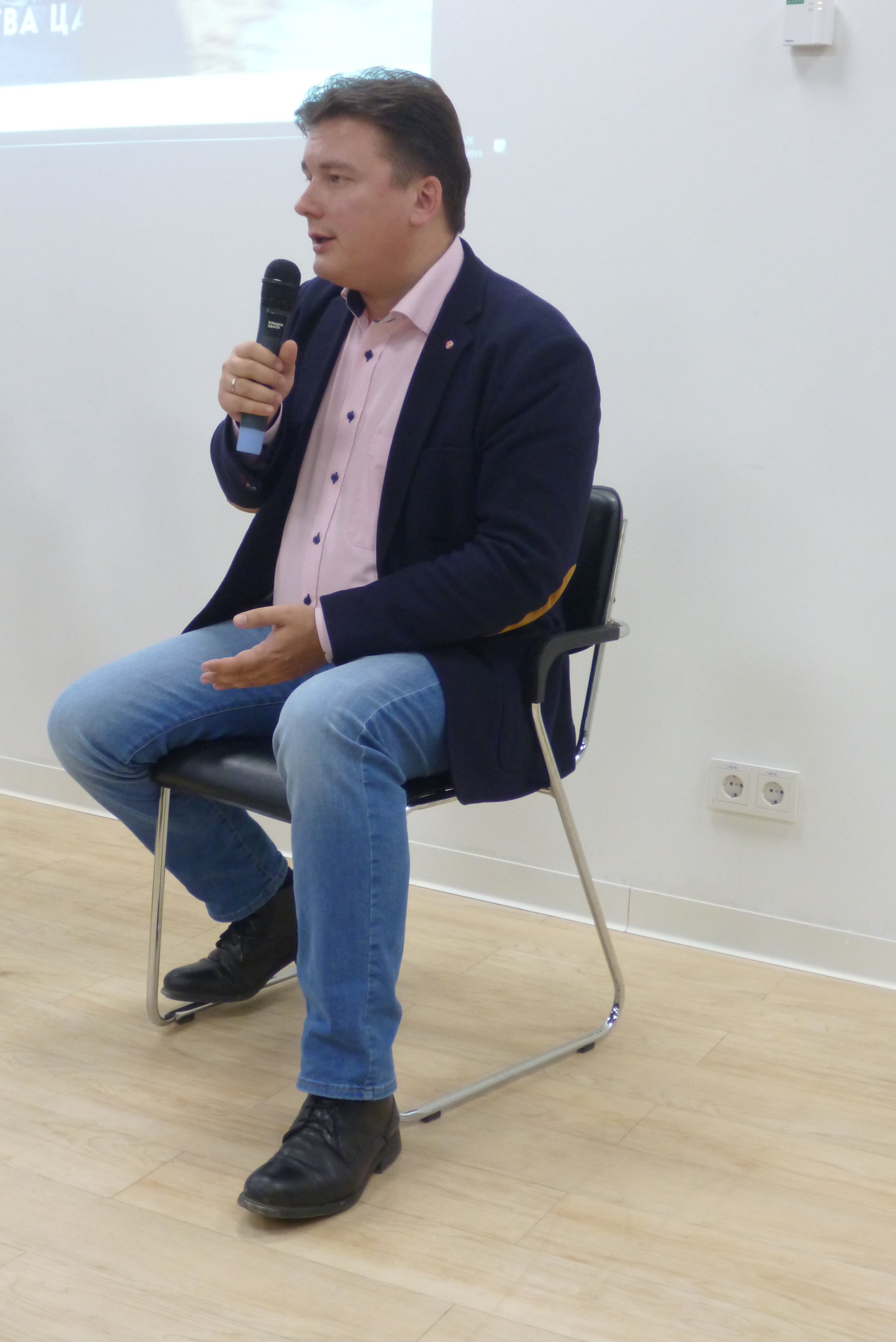
Дмитрий Поликанов в Ельцин-центре. 21 февраля 2019 года

Родился 28 декабря 1975 года в Москве. С 1992 по 1998 год обучался на факультете международных отношений Московского государственного института международных отношений, который окончил с отличием. В 1999 году получил степень кандидата политических наук по специальности «Политические проблемы международных систем и глобального развития», защитив диссертацию на тему «Конфликты в Африке и деятельность международных организаций по их урегулированию».
Имеет учёное звание Доцент. С 2011 по 2017 год преподавал на кафедре сравнительной политологии МГИМО, в настоящее время периодически читает там лекции на программах повышения квалификации специалистов в области отношений с органами государственной власти и политического менеджмента. Начиная с 2016 года читает курсы в РАНХиГС по программе «Global Governance and Leadership Архивная копия от 9 августа 2018 на Wayback Machine».
Имеет звание профессора Европейской академии информатизации
С 2003 по 2006 год — директор по международным и общественным связям Всероссийского центра изучения общественного мнения. Член научного совета ВЦИОМ с 2006 года.
С 2007 по 2012 год — на руководящих постах в партии «Единая Россия». В 2008—2010 годах — заместитель руководителя проекта «Кадровый резерв — Профессиональная команда страны». С 2010 по 2012 год — заместитель руководителя Центрального исполнительного комитета партии.
С 2012 по 2013 год — первый заместитель исполнительного директора Русского географического общества.
Занимал руководящие посты в ПИР-Центре, московской делегации Международного комитета Красного Креста, Фонде социального страхования РФ, Русском географическом обществе.
С апреля 2014 года по февраль 2020 года занимал пост президента фонда поддержки слепоглухих «Со-единение», негосударственного благотворительного фонда, созданного с целью поддержки лиц с одновременным нарушением слуха и зрения. Миссия фонда — стать проводником между миром слепоглухих и зрячеслышащих, разработать и объединить успешные решения и практики, дающие слепоглухим людям возможность самореализации, развития и интеграции в общество. С 2023 года — член Попечительского совета фонда.
В 2019—2021 работал в Общероссийском народном фронте (ОНФ) в качестве заместителя руководителя Исполкома, затем советника руководителя Исполкома движения. Курировал проектную деятельность ОНФ и развитие партнерских взаимоотношений с различными профессиональными сообществами.
17 февраля 2021 года Указом Президента РФ № 98 назначен заместителем руководителя Федерального агентства по делам Содружества Независимых Государств, соотечественников, проживающих за рубежом, и по международному гуманитарному сотрудничеству (Россотрудничество). Обеспечивает реализацию полномочий Россотрудничества в сфере международного культурного сотрудничества, в проведении единой внешнеполитической линии РФ на базе представительств Россотрудничества и представителей Россотрудничества за пределами РФ, координирует вопросы долгосрочного и среднесрочного планирования деятельности Россотрудничества, подготовки планово-отчетных документов Россотрудничества и представительств за пределами РФ. Осуществляет координацию и контроль деятельности представительств Россотрудничества за рубежом, проектов в сфере культуры, общественной дипломатии, молодёжной политики, побратимства, взаимодействия с соотечественниками за рубежом и историко-мемориальной деятельности.
С 2016 по 2019 год являлся членом Общественного совета Минздрава РФ. Затем был избран заместителем председателя Общественного совета Минтруда РФ, где трудился до 2021 года.
В феврале 2017 года избран председателем совета российского Форума доноров. Занимал эту выборную должность до января 2020 года. Участвовал в разработке Концепции содействия развитию благотворительной деятельности, а также ряда нормативных актов, посвященных различным аспектам регулирования благотворительности.
Член Экспертного совета при Правительстве РФ (с 2014 года по 2021 год). Член Совета при Правительстве по попечительству в социальной сфере (с 2016 года, с 2021 — эксперт Совета). Заместитель председателя Общественной палаты Московской области (2018—2021).
С 2019 по 2022 год — руководитель рабочей группы по социальной политике Экспертного совета Агентства стратегических инициатив.
В 2018 году входил в Организационный комитет по проведению в России Года добровольца. С 2020 года — член Координационного совета при Общественной палате Российской Федерации по развитию добровольчества.
В 2018 году на выборах Президента РФ получил статус доверенного лица Архивная копия от 8 июля 2018 на Wayback Machine кандидата В. В. Путина
В декабре 2021 года избран в состав Центрального штаба ОНФ.

## Награды
В октябре 2017 года Дмитрий Поликанов отмечен благодарностью Архивная копия от 9 августа 2018 на Wayback Machine Президента РФ «За активное участие в реализации социально значимых проектов, благотворительную и общественную деятельность».
В декабре 2017 года Дмитрий Поликанов награжден благодарностью Заместителя Председателя Правительства РФ Ольги Голодец за большой личный вклад в содействие реализации государственной социальной политики, развитие благотворительности в России и активное участие в работе Совета при Правительстве РФ по вопросам попечительства в социальной сфере.
В 2018 году отмечен благодарностью Мэра Москвы  Архивная копия от 6 августа 2020 на Wayback Machine за общественную деятельность. Тогда же получил Благодарственное письмо Президента РФ за активное участие в избирательной кампании по выборам президента.
26 марта 2018 года Губернатор Московской области Андрей Воробьев вручил Архивная копия от 9 августа 2018 на Wayback Machine Дмитрию Поликанову Знак преподобного Сергия Радонежского — одну из высших наград Московской области. В октябре 2019 года отмечен юбилейной медалью «90 лет Московской области».
12 октября 2020 года награжден медалью ордена «За заслуги перед Отечеством» II степени за активное участие в подготовке и проведении общероссийской акции взаимопомощи «Мы вместе».
28 марта 2022 года награжден благодарностью Первого заместителя Руководителя Администрации Президента РФ Сергея Кириенко за большой вклад в развитие институтов гражданского общества и активное участие в работе объединенного экспертного совета конкурса грантов Президента РФ.

## Публикации
Член редакционной коллегии Архивная копия от 20 августа 2018 на Wayback Machine журнала «Индекс безопасности». Автор более 100 публикаций по вопросам международной и европейской безопасности, российской внешней и внутренней политики на русском и иностранных языках. Колумнист изданий Noteru.com Архивная копия от 9 августа 2018 на Wayback Machine и Сноб.ру, Russia Direct Архивная копия от 9 августа 2018 на Wayback Machine, Russia in Global Affairs: Dmitry Polikanov "Why Russia and the West won’t be teaming up against ISIS anytime soon. " Архивная копия от 25 ноября 2015 на Wayback Machine.
Избранные публикации:
- Поликанов, Д. В. Кризис в районе Великих озёр: Руанда, Бурунди, Заир / П. В. Кукушкин, Д. В. Поликанов. — М.: 1997.
- Поликанов, Д. В. Русско-суахили словарь (около 20 тыс. слов). — М.: 1997.
- Поликанов, Д. В. Конфликты в Африке и деятельность международных организаций по их урегулированию. — М.: 1998.
- Поликанов, Д. В. Конфликты в Африке и деятельность международных организаций по их урегулированию: диссертация кандидата политических наук. — М.: 1999.
- Поликанов, Д. В. СПИД в Тропической Африке (Будущее России?). — М.: 2000.
- Поликанов, Д. В. К вопросу о будущем Договора Пелиндаба // Ядерный контроль. — М.: 2000.
- Поликанов, Д. В. Интернет и Африка: параллельные реальности. / И. О. Абрамова, Д. В. Поликанов. — М.: 2001.
- Поликанов, Д.В. НКО. Как устроены некоммерческие организации. — М.: 2022[21].